# Cyril Frankel
Cyril Frankel (* 28. Dezember 1921 in Stoke Newington, London; †  7. Juni 2017) war ein britischer Film-, Fernseh- und Theaterregisseur.

## Leben
Cyril Frankels 1953 abgedrehtes Kinodebüt Man of Africa (auch bekannt als Kigusi Story) war 1954 für den Großen Filmpreis von Cannes nominiert, kam aber erst Jahre später in die Kinos der Vereinigten Staaten. Zu Cyril Frankels Repertoire gehörten Komödien, Dramen, Kriminalfilme, Agenten-Thriller und auch Gruselfilme.
Seine Fernsehkarriere begann 1965 mit sechs Episoden für die im englischen Sprachraum sehr beliebte Krimiserie Gideon’s Way und bis 1986 drehte er Episoden für zwölf verschiedene Fernsehserien, die zum Teil auch im deutschen Sprachraum geschätzt wurden: Kein Pardon für Schutzengel, UFO, Gene Bradley in geheimer Mission, Jason King, Randall & Hopkirk – Detektei mit Geist, Mit Schirm, Charme und Melone oder auch Der Baron. Nach den harschen Verrissen der Geschlechtsumwandlungskomödie Eine Frau namens Harry (1990) mit Thomas Gottschalk zog er sich aus dem Filmgeschäft zurück.
Außerdem führte Frankel regelmäßig bei Bühnenproduktionen Regie, etwa am Vienna’s English Theatre.

## Filmografie
- 1953: Man Of Africa (Kigusi Story)
- 1954: Make Me an Offer
- 1954: Kleiner Mann mit großen Plänen (Devil On Horseback)
- 1956: Wie herrlich, jung zu sein (It’s Great To Be Young)
- 1957: No Time For Tears
- 1958: She Didn’t Say No!
- 1959: Munter und lebendig (Alive and Kicking)
- 1959: Vertraue keinem Fremden (Never Take Sweets From a Stranger)
- 1960: Herein ohne anzuklopfen (Don’t Bother To Knock)
- 1960: Scheidungsgrund: Liebe
- 1961: Das Schlitzohr (On the Fiddle oder auch Operation Snafu)
- 1962: The Very Edge
- 1966: Das Geheimnis der weißen Nonne (The Trygon Factor)
- 1966: Der Teufel tanzt um Mitternacht (The Witches)
- 1971: Der Panther von Soho (The Man in the Looking Glass)
- 1975: Vollmacht zum Mord (Permission To Kill)
- 1983: Legend of the Champions
- 1990: Eine Frau namens Harry